# Número de Arquímedes
En mecánica de fluidos, el número de Arquímedes (Ar) es un número adimensional que relaciona las fuerzas gravitacionales con las fuerzas viscosas.
En general se utiliza en transferencia de movimiento y en particular en flotación, fluidización y movimiento debido a diferencias de densidad.

## Etimología
Se atribuye al físico griego Arquímedes en su esfuerzo de investigar el movimiento de los fluidos en función de sus diferencias de densidad. No debe confundirse con la constante de Arquímedes denominada π.

## Simbología
| Símbolo                                                            | Nombre                        | Unidad     |
| ------------------------------------------------------------------ | ----------------------------- | ---------- |
| {\displaystyle \mathrm {Ar} }                                      | Número de Arquímides          |            |
| {\displaystyle g}                                                  | Aceleración gravitacional     | m / s2     |
| {\displaystyle {\Bigl (}{\frac {\rho _{c}-\rho }{\rho }}{\Bigr )}} | Gravedad específica sumergida |            |
|                                                                    | Cuerpo                        |            |
| {\displaystyle \rho _{c}}                                          | Densidad del cuerpo           | kg / m3    |
| {\displaystyle m_{c}}                                              | Masa del cuerpo               | kg         |
| {\displaystyle V_{c}}                                              | Volumen del cuerpo            | m3         |
|                                                                    | Fluido                        |            |
| {\displaystyle \mu }                                               | Viscosidad dinámica           | kg / (s m) |
| {\displaystyle \nu }                                               | Viscosidad cinemática         | m2 / s     |
| {\displaystyle \rho }                                              | Densidad del fluido           | kg / m3    |
| {\displaystyle m}                                                  | Masa del fluido               |            |

## Descripción
Se define como:
{\displaystyle \mathrm {Ar} ={\frac {\text{Fuerzas gravitacionales}}{\text{Fuerzas viscosas}}}}
|               | 1 | 2 | 3 |
| ------------- | --- | --- | --- |
| Ecuaciones    | {\displaystyle \mathrm {Ar} ={\frac {m_{c}\ g-m\ g}{\nu \ (\rho \ \nu )}}}                                           | {\displaystyle m=\rho \ V}                                                                                           | {\displaystyle \nu ={\frac {\mu }{\rho }}}                                                                           |
| Simplificando | {\displaystyle \mathrm {Ar} ={\frac {(m_{c}-m)\ g}{\nu ^{2}\ \rho }}}                                                | | |
| Sustituyendo  | {\displaystyle \mathrm {Ar} ={\frac {[(\rho _{c}V_{c})-(\rho V_{c})]\ g}{(\mu /\rho )^{2}\ \rho }}}                  | {\displaystyle \mathrm {Ar} ={\frac {[(\rho _{c}V_{c})-(\rho V_{c})]\ g}{(\mu /\rho )^{2}\ \rho }}}                  | {\displaystyle \mathrm {Ar} ={\frac {[(\rho _{c}V_{c})-(\rho V_{c})]\ g}{(\mu /\rho )^{2}\ \rho }}}                  |
| Extrayendo    | {\displaystyle \mathrm {Ar} ={\Bigl (}{\frac {\rho _{c}-\rho }{\rho }}{\Bigr )}{\frac {V_{c}\ g}{(\mu /\rho )^{2}}}} | {\displaystyle \mathrm {Ar} ={\Bigl (}{\frac {\rho _{c}-\rho }{\rho }}{\Bigr )}{\frac {V_{c}\ g}{(\mu /\rho )^{2}}}} | {\displaystyle \mathrm {Ar} ={\Bigl (}{\frac {\rho _{c}-\rho }{\rho }}{\Bigr )}{\frac {V_{c}\ g}{(\mu /\rho )^{2}}}} |
| Simplificando | | | |

{\displaystyle \mathrm {Ar} ={\frac {\rho (\rho _{c}-\rho )V\ g}{\mu ^{2}}}}

## Uso
El número de Arquímedes es utilizado generalmente en diseño en reactores tubulares de proceso químico. Los siguientes son ejemplos no exhaustivos del uso del número de Arquímedes en diseño de reactor.

### Diseño de fluidización de lecho empacado (cama empacada)
El número de Arquímedes es aplicado a menudo en la ingeniería de lechos empacados, los cuales son muy comunes en la industria de procesos químicos. Un reactor de lecho empacado, el cual es similar al modelo ideal, involucra el empaquetado de un reactor tubular con catalizador sólido, después de pasar fluidos compresibles o incompresibles a través de un lecho sólido. Cuando las partículas sólidas son pequeñas, estas se deben hacer fluidas, así actuaran como si fueran un fluido. Cuando se hace fluido un lecho empaquetado, la presión del fluido de trabajo se incrementa hasta que la pérdida de presión entre el fondo del lecho (donde entra el fluido) y la parte superior del lecho (donde el fluido sale) es igual al peso de los sólidos empacados. En este punto, la velocidad del fluido es suficiente para alcanzar la fluidización y se requiere una presión extra para sobrepasar la fricción de las partículas entre cada una y la pared del reactor, permitiendo así que la fluidización ocurra. Esto da una velocidad de fluidización mínima, {\displaystyle u_{mf}}, que puede ser estimada por:
| Símbolo                | Nombre                                                            | Fórmula                                  |
| ---------------------- | ----------------------------------------------------------------- | ---------------------------------------- |
| {\displaystyle d_{e}}  | Diámetro de la esfera con el mismo volumen de la partícula sólida | {\displaystyle d_{e}\approx 1.13\ d_{p}} |
| {\displaystyle d_{p}}  | Diámetro de la partícula sólida                                   |                                          |
| {\displaystyle u_{mf}} | Velocidad de fluidización mínima                                  |                                          |

### Diseño de columna de burbuja
Otro uso es en la estimación de gas suspendido en una columna de burbuja. En una columna de burbuja, el gas suspendido (fracción de la columna de burbuja que es gas en un tiempo dado) puede ser estimado por:
| Símbolo                          | Nombre                               | Unidad |
| -------------------------------- | ------------------------------------ | ------ |
| {\displaystyle \varepsilon _{g}} | Fracción suspendida de gas           |        |
| {\displaystyle Eo}               | Número de Eötvös                     |        |
| {\displaystyle Fr}               | Número de Froude                     |        |
| {\displaystyle d_{r}}            | Diámetro de agujeros en la columna   |        |
| {\displaystyle D}                | Diámetro de columna                  |        |
| {\displaystyle b_{1}\ a\ b_{6}}  | Parámetros encontrados empíricamente |        |

### Diseño de velocidad mínima de chorro en lecho con chorro (cama con chorro)
Un lecho con chorro se utiliza para secar y recubrir. Se trata de rociar un líquido en un lecho empacado con el sólido a recubrir. Un gas fluidizante alimentado desde el fondo del lecho produce un chorro, lo que hace que los sólidos circulen linealmente alrededor del líquido. Se ha empleado trabajo para modelar la velocidad mínima requerida del gas para el chorro en un lecho con chorro, incluido el uso de redes neuronales artificiales. Las pruebas con tales modelos encontraron que el número de Arquímedes es un parámetro que tiene un efecto muy grande en la velocidad mínima de chorro.
- Datos: Q634307